# Európa legnagyobb tavainak listája
Ebben a cikkben Európa 20 legnagyobb területű természetes tava van felsorolva. A területi adatok, valamint az országbéli hovatartozás forrása a Cartographia Világatlasza.
| #  | Név                                  | Terület (km²) | Ország(ok)                   |
| -- | ------------------------------------ | ------------- | ---------------------------- |
| 1  | Ladoga-tó                            | 17 700        | Oroszország                  |
| 2  | Onyega-tó                            | 9720          | Oroszország                  |
| 3  | Vänern                               | 5585          | Svédország                   |
| 4  | Peipus-tó (Csúd-tó), a Pszkovi-tóval | 3550          | Észtország, Oroszország      |
| 5  | Vättern                              | 1912          | Svédország                   |
| 6  | Saimaa                               | 1800          | Finnország                   |
| 7  | IJssel-tó                            | 1800          | Hollandia                    |
| 8  | Inari                                | 1330          | Finnország                   |
| 9  | Mälaren                              | 1140          | Svédország                   |
| 10 | Fehér-tó                             | 1125          | Oroszország                  |
| 11 | Päijänne                             | 1112          | Finnország                   |
| 12 | Oulujärvi                            | 995           | Finnország                   |
| 13 | Topozero-tó                          | 986           | Oroszország                  |
| 14 | Ilmeny-tó                            | 982           | Oroszország                  |
| 15 | Imandra-tó                           | 876           | Oroszország                  |
| 16 | Pielinen                             | 850           | Finnország                   |
| 17 | Balaton                              | 600           | Magyarország                 |
| 18 | Genfi-tó (Léman-tó)                  | 582           | Svájc, Franciaország         |
| 19 | Kallavesi                            | 564           | Finnország                   |
| 20 | Boden-tó                             | 539           | Németország, Svájc, Ausztria |